# Localização da Terra
O conhecimento da localização da Terra foi moldado por 400 anos de observações telescópicas e expandiu-se radicalmente desde o início do século XX. Inicialmente, acreditava-se que a Terra era o centro do Universo, que consistia apenas nos planetas visíveis a olho nu e uma esfera periférica de estrelas fixas. Após a aceitação do modelo heliocêntrico no século XVII, observações de William Herschel e outros mostraram que o Sol estava dentro de uma vasta galáxia de estrelas em forma de disco. No século XX, observações de nebulosas espirais revelaram que a Via Láctea era uma das bilhões em um universo em expansão, agrupadas em aglomerados e superaglomerados. No final do século XX, a estrutura geral do universo visível estava se tornando mais clara, com superaglomerados formando uma vasta teia de filamentos e vazios. Superaglomerados, filamentos e vazios são as maiores estruturas coerentes do Universo que podemos observar. Em escalas ainda maiores (acima de 1000 megaparsecs) o Universo se torna homogêneo, o que significa que todas as suas partes têm, em média, a mesma densidade, composição e estrutura.
Uma vez que se acredita não haver "centro" ou "borda" do Universo, não há um ponto de referência específico com o qual traçar a localização geral da Terra no universo. Como o universo observável é definido como aquela região do universo visível para observadores terrestres, a Terra é, devido à constância da velocidade da luz, o centro do universo observável da Terra. Pode-se fazer referência à posição da Terra em relação a estruturas específicas, que existem em várias escalas. Ainda não está determinado se o Universo é infinito. Existem inúmeras hipóteses de que o universo conhecido pode ser apenas um desses exemplos dentro de um multiverso superior; no entanto, nenhuma evidência direta de qualquer tipo de multiverso foi observada e alguns argumentaram que a hipótese não é falseável.

## Detalhes

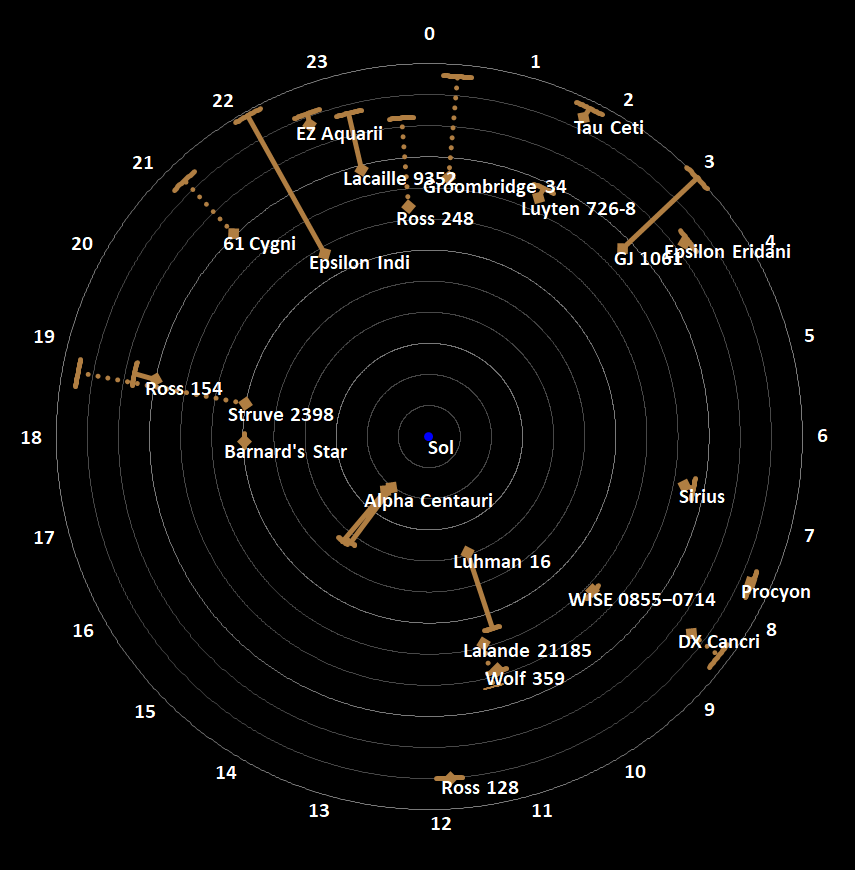
Mapa conformado de distância e ângulo das estrelas mais próximas dentro de 12 anos-luz da Terra e sua estrela, o Sol

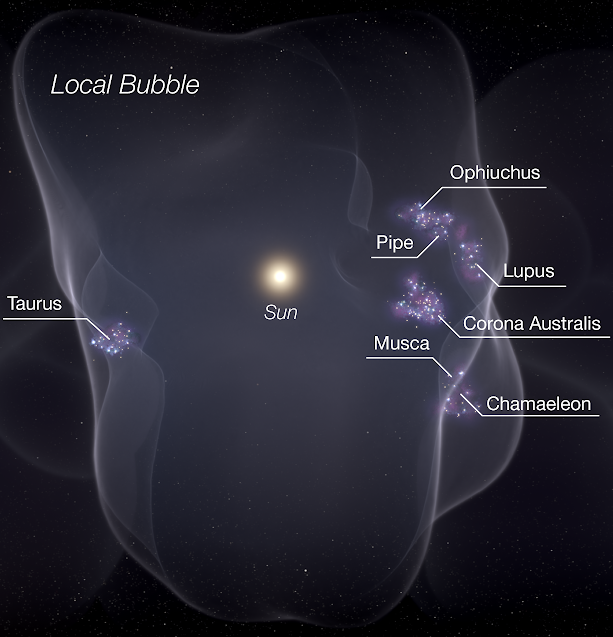
A Bolha Local com em sua superfície as regiões formadoras de estrelas mais próximas a 400-500 anos-luz de distância, e com o Sistema Solar do Sol dentro dela

Concepção artística da Via Láctea vista do extremo Norte Galáctico (em Coma Berenices) anotada com braços, bem como distâncias do Sistema Solar e longitude galáctica com a constelação correspondente

A Terra é o terceiro planeta a partir do Sol com uma distância aproximada de 149.6 milhões de km e está viajando a quase 2.1 milhões de km/h através do espaço sideral.

## Tabela
| Recurso                                    | Diâmetro                                         | Diâmetro                     | Diâmetro                                          | Notas | Fontes                      |
| Recurso                                    | (unidade mais adequada)                          | (km, com notação científica) | (km, como uma potência de 10, escala logarítmica) | Notas |                             |
| ------------------------------------------ | ------------------------------------------------ | ---------------------------- | ------------------------------------------------- | --- | --------------------------- |
| Terra                                      | 12.756.2 km (equatorial)                         | 1.28×104                     | 4.11                                              | A medição compreende apenas a parte sólida da Terra; não há limite superior acordado para a atmosfera da Terra. A geocorona, uma camada de átomos de hidrogênio luminescentes UV, fica a 100.000 km. A linha de Kármán, definida como o limite do espaço para a astronáutica, situa-se a 100 km.                                             | [ 12 ] [ 13 ] [ 14 ] [ 15 ] |
| Órbita da Lua                              | 768.210 km                                       | 7.68×105                     | 5.89                                              | O diâmetro médio da órbita da Lua em relação à Terra. | [ 16 ]                      |
| Geoespaço                                  | 6.363.000–12.663.000 km (110–210 raios da Terra) | 6.36×106–1.27×107            | 6.80–7.10                                         | O espaço dominado pelo campo magnético da Terra e sua cauda magnética, moldada pelo vento solar. | [ 17 ]                      |
| Órbita da Terra                            | 299.2 milhões de km 2 UA                         | 2.99×108                     | 8.48                                              | O diâmetro médio da órbita da Terra em relação ao Sol. Abrange o Sol, Mercúrio e Vênus. | [ 18 ]                      |
| Sistema Solar Interior                     | ~6.54 UA                                         | 9.78×108                     | 8.99                                              | Abrange o Sol, os planetas internos (Mercúrio, Vênus, Terra, Marte) e o cinturão de asteroides. A distância citada é a ressonância 2:1 com Júpiter, que marca o limite externo do cinturão de asteroides. | [ 19 ] [ 20 ] [ 21 ]        |
| Sistema Solar Exterior                     | 60.14 UA                                         | 9.00×109                     | 9.95                                              | Inclui os planetas externos (Júpiter, Saturno, Urano, Netuno). A distância citada é o diâmetro orbital de Netuno. | [ 22 ]                      |
| Cinturão de Kuiper                         | ~96 UA                                           | 1.44×1010                    | 10.16                                             | Cinturão de objetos gelados ao redor do Sistema Solar exterior. Abrange os planetas anões Plutão, Haumea e Makemake. A distância citada é a ressonância 2:1 com Netuno, geralmente considerada como a borda externa do cinturão de Kuiper.                                                                                                   | [ 23 ]                      |
| Heliosfera                                 | 160 UA                                           | 2.39×1010                    | 10.38                                             | Extensão máxima do vento solar e do meio interplanetário. | [ 24 ] [ 25 ]               |
| Disco disperso                             | 195.3 UA                                         | 2.92×1010                    | 10.47                                             | Região de objetos gelados esparsamente espalhados ao redor do cinturão de Kuiper. Abrange o planeta anão Éris. A distância citada é derivada dobrando o afélio de Éris, o objeto de disco disperso mais distante conhecido. A partir de agora, o afélio de Éris marca o ponto mais distante conhecido no disco disperso.                     | [ 26 ]                      |
| Nuvem de Oort                              | 100.000–200.000 UA 0.613–1.23 pc                 | 1.89×1013–3.80×1013          | 13.28–13.58                                       | Concha esférica de mais de um trilhão (1012) de cometas. A existência é atualmente hipotética, mas inferida a partir das órbitas de cometas de longo período. | [ 27 ]                      |
| Sistema Solar                              | 1.23 pc                                          | 3.80×1013                    | 13.58                                             | O Sol e seu sistema planetário. O diâmetro citado é o da esfera de Hill; a região de sua influência gravitacional. | [ 28 ]                      |
| Nuvem Interestelar Local                   | 9.2 pc                                           | 2.84×1014                    | 14.45                                             | Nuvem interestelar de gás através da qual o Sol e várias outras estrelas estão viajando atualmente. | [ 29 ]                      |
| Bolha Local                                | 2.82–250 pc                                      | 8.70×1013–7.71×1015          | 13.94–15.89                                       | Cavidade no meio interestelar em que o Sol e várias outras estrelas estão viajando atualmente. Causada por uma supernova no passado. | [ 30 ] [ 31 ]               |
| Cinturão de Gould                          | 1.000 pc                                         | 3.09×1016                    | 16.49                                             | Efeito de projeção da onda Radcliffe e estruturas lineares divididas (Cinturão de Gould), entre as quais o Sol está viajando atualmente. | [ 33 ]                      |
| Braço de Órion                             | 3.000 pc (comprimento)                           | 9.26×1016                    | 16.97                                             | O braço espiral da Via Láctea através do qual o Sol está viajando atualmente. |                             |
| Órbita do Sistema Solar                    | 17.200 pc                                        | 5.31×1017                    | 17.72                                             | O diâmetro médio da órbita do Sistema Solar em relação ao Centro Galáctico. O raio orbital do Sol é de aproximadamente 8.600 parsecs, ou pouco mais da metade do caminho para a borda galáctica. Um período orbital do Sistema Solar dura entre 225 e 250 milhões de anos.                                                                   | [ 34 ] [ 35 ]               |
| Via Láctea                                 | 30.000 pc                                        | 9.26×1017                    | 17.97                                             | Nossa galáxia natal, composta de 200 bilhões a 400 bilhões de estrelas e preenchida com o meio interestelar. | [ 36 ] [ 37 ]               |
| Subgrupo da Via Láctea                     | 840.500 pc                                       | 2.59×1019                    | 19.41                                             | A Via Láctea e as galáxias anãs satélites ligadas gravitacionalmente a ela. Exemplos incluem o Sagitário Anão, Anã da Ursa Menor e a Anã do Cão Maior. A distância citada é o diâmetro orbital da galáxia Leo T Anã, a galáxia mais distante do subgrupo da Via Láctea. Atualmente 59 galáxias satélites fazem parte do subgrupo.            | [ 38 ]                      |
| Grupo Local                                | 3 Mpc                                            | 9.26×1019                    | 19.97                                             | Grupo de pelo menos 80 galáxias das quais a Via Láctea faz parte. Dominado por Andrômeda (a maior), Via Láctea e o Triângulo; o restante são galáxias anãs. | [ 39 ]                      |
| Folha Local                                | 7 Mpc                                            | 2.16×1020                    | 20.33                                             | Grupo de galáxias, incluindo o Grupo Local, movendo-se na mesma velocidade relativa em direção ao Aglomerado de Virgem e afastando-se do Vazio Local. | [ 40 ] [ 41 ]               |
| Superaglomerado de Virgem                  | 30 Mpc                                           | 9.26×1020                    | 20.97                                             | O superaglomerado do qual o Grupo Local faz parte. Compreende cerca de 100 grupos e aglomerados de galáxias, centrados no aglomerado de Virgem. O Grupo Local está localizado na borda externa do Superaglomerado de Virgem. | [ 42 ] [ 43 ]               |
| Superaglomerado de Laniakea                | 160 Mpc                                          | 4.94×1021                    | 21.69                                             | Um grupo conectado com os superaglomerados dos quais o Grupo Local faz parte. Compreende cerca de 300 a 500 grupos e aglomerados de galáxias, centrados no Grande Atrator no Superaglomerado Hidra-Centauro. | [ 44 ] [ 45 ] [ 46 ] [ 47 ] |
| Complexo de superaglomerados Peixes-Baleia | 330 Mpc                                          | 1×1022                       | 21.98                                             | Filamento de galáxia que inclui os superaglomerados Peixes-Baleia, superaglomerado Perseus-Pisces, superaglomerado do Escultor e cadeias filamentosas menores associadas. | [ 48 ] [ 49 ]               |
| Universo observável                        | 28.500 Mpc                                       | 8.79×1023                    | 23.94                                             | Pelo menos 2 trilhões de galáxias no universo observável, dispostas em milhões de superaglomerados, filamentos galácticos e vazios, criando uma superestrutura semelhante a uma espuma. | [ 50 ] [ 51 ] [ 52 ] [ 53 ] |
| Universo                                   | Mínimo de 28.500 Mpc (possivelmente infinito)    | Mínimo de 8.79×1023          | Mínimo de 23.94                                   | Além do universo observável estão as regiões inobserváveis das quais nenhuma luz atingiu a Terra. Nenhuma informação está disponível, pois a luz é o meio de informação que viaja mais rápido. No entanto, o uniformitarismo argumenta que é provável que o Universo contenha mais galáxias na mesma superestrutura semelhante a uma espuma. | [ 54 ]                      |